# Lego Elves
Lego Elves este un serial de animație de televiziune produs de Ja Film în Aarhus, Danemarca care a avut premiera în Statele Unite pe 8 martie 2015 pe Disney Channel. Un al doilea serial intitlurat Secretele din Elvendale produs de Studio Mir și animat de Production Reve a avut premiera în Statele Unite pe Netflix pe 1 septembrie 2017.
În România primul sezon a avut premiera pe canalul Minimax la data de 8 iulie 2017, iar sezonul 2 pe Netflix la data de 1 septembrie 2017.

## Despre serial
Seria se concentrează pe o fată umană pe nume Emily Jones, care moștenește o amuletă magică de la bunica ei și călătorește printr-un portal către un tărâm magic numit Elvendale. Povestea relatează cum întâlnește patru elfi cu puteri elementare (foc, pământ, aer și apă) care o ajută să se întoarcă acasă.

## Personale

### Principale
- Emily Jones - este protagonista, o fată umană inventivă, modestă, amiabilă și afectuoasă, al cărei "element" este "iubirea".
- Azari Firedancer - este un elf al focului care este spontană, extrovertită, tare, uneori nesăbuită și, de obicei, veselă.
- Farran Leafshade - un elf al pământului care este cinstit, loial, de încredere, și ușor auto-importante și are o pasiune pentru Aira.
- Aira Windwhistler - este un elf al vântului care este bun-natură, excitabilă, lumina-inima si a carui distracție preferată este construcția de mașini.
- Naida Riverheart - este un elf al apei care este răbdătoare, modestă, ușor timidă, dar curajoasă.

### Oamenii
- Sophie Jones - este sora mai mică a lui Emily, care este capturată de regele Goblin ca momeală pentru a o ademeni pe Emily.
- Doamna Jones - este mama lui Emily și Sophie.
- Domnul Jones - este tatăl lui Emily.

### Elfi
- Skyra - este un elf al vântului și gardian oficial al portalului dintre Elvendale și lumea umană. Una dintre cele cinci surori, ea este adesea imperioasă și disprețuitoare, dar îngăduitoare față de Emily, nepoata surorii ei. Ea o face pe Emily gardian al portalului în Uniți magia.
- Johnny Baker - este un elf al focului și un bucatar de patiserie situat în câmpurile de lavă din Elvendale.
- Sira Copperbranch - este un elf al pământului care conduce Starlight Inn, Sky Captain of Elvendale, și prieteni cu Tidus Stormsurfer. Nu este un elf tipic pământului, îi place să zboare și are propriul ei Dirijabil.
- Tidus Stormsurfer - este un elf al apei care conduce Școala Dragonilor din Elvendale ca antrenor de dragoni.
- Ragana Shadowflame - este un elf al focului și antagonista principală. Având puteri slabe, ea bea din Fântâna Umbrelor pentru a câștiga putere și devine rea. Are o pisică de companie pe nume Jynx.
- Cronan Darkroot / Regele Goblin - este un elf al pământului. După ce și-a pierdut mama în fața puterii întunecate a amuletei sale, el promite să o aducă înapoi furând amuleta lui Emily, ceea ce îi va permite să deschidă un portal către Pământ. El este cunoscut sub numele de Regele Goblin și este, de asemenea, vărul lui Emily și Sophie, datorită faptului că mama sa, Quartzine, este una dintre cele cinci surori.
- Rosalyn Nightshade - este un elf vindecător și fostă regină a pădurii, care este păcălită de Cronan Darkroot și răsturnată. Ea are unele dintre cele mai puternice poțiuni în Elvendale.
- Lumia - este un elf de lumină și o schimbător de forme care se pot transforma într-o varietate de animale.
- Noctura - este un elf întunecat, care este un schimbător de formă cu tematică de liliac și are un număr de minioni de lilieci care ajută la schemele ei ticăloase.

## Dublajul în limba română
Sezonul 1
Dublajul a fost realizat de studiourile BTI:
- Anca Sigmirean - Emily Jones
- Ioana Daria Perneș - Aira Firedancer
- Ilinca Ghimbășean - Azari Leafshade
- Carla Marin - Naida Windwhistler
- Eugen Neag - Farran Riverheart
- Anda Tămășanu - Radana Shadowflame
- Alina Leonte - Sira Copperbranch
- Cosmin Petruț - Tidus Stormdurfer
- Gabriela Codrea - doamna Jones

Sezonul 2 (Secretele din Elvendale)
Dublajul a fost realizat de studiourile VSI Net Studio Solutions:
- Raluca Botez - Emily Jones
- Alexandra Giurcă - Sophie Jones
- Anca Florescu - Aira Firedancer
- Mădălina Dorobanțu - Naida Windwhistler
- Florentina Năstase - Azari Leafshade
- Silvian Vâlcu - Farran Riverheart
- George Costea - Cronan Darkroot / Regele Goblin
- Dana Rotaru - Rosalyn
- Ioana Mărcoiu - Quartzine
- Eliza Păuna - Skyra

Traducerea și adaptarea: Mișa Șerban
Regia: Mișa Șerban
Inginer de sunet: Ștefan Mustață
Montaj: Petar Makar

## Episoade
| Premiera originală                  | Premiera în România | N/o | Titlu în engleză               | Titlu în română                 |  |
| ----------------------------------- | ------------------- | --- | ------------------------------ | ------------------------------- |  |
|                                     |                     |     |                                |                                 |  |
| SEZONUL 1                           |                     |     |                                |                                 |  |
|                                     |                     |     |                                |                                 |  |
| 08.05.2015                          | 08.07.2017          | 1   | Unite the Magic                | Unirea magiei                   |  |
|                                     |                     |     |                                |                                 |  |
| 06.03.2016                          | 08.07.2017          | 2   | Dragons to Save, Time be Brave | Dragoni de salvat,curaj imediat |  |
| 06.03.2016                          | 09.07.2017          | 3   | Dragons to Save, Time be Brave | Dragoni de salvat,curaj imediat |  |
|                                     |                     |     |                                |                                 |  |
| 14.08.2018                          | 09.07.2017          | 4   | Down a Dark Earth              | Pe drumul răului                |  |
|                                     |                     |     |                                |                                 |  |
| SEZONUL 2 (SECRETELE DIN ELVENDALE) |                     |     |                                |                                 |  |
|                                     |                     |     |                                |                                 |  |
| 01.09.2017                          | 01.09.2017          | 5   | Uninvited Guest                | Un oaspete neinvitat            |  |
|                                     |                     |     |                                |                                 |  |
| 01.09.2017                          | 01.09.2017          | 6   | The Goblin King                | Regele Goblin                   |  |
|                                     |                     |     |                                |                                 |  |
| 01.09.2017                          | 01.09.2017          | 7   | The Watcher                    | Păzitorul                       |  |
|                                     |                     |     |                                |                                 |  |
| 01.09.2017                          | 01.09.2017          | 8   | The Wrost Prisonier Ever       | Cel mai rău prizonier           |  |
|                                     |                     |     |                                |                                 |  |
| 01.09.2017                          | 01.09.2017          | 9   | Shadow Walker                  | Cel din umbră                   |  |
|                                     |                     |     |                                |                                 |  |
| 01.09.2017                          | 01.09.2017          | 10  | Secrets                        | Secrete                         |  |
|                                     |                     |     |                                |                                 |  |
| 01.09.2017                          | 01.09.2017          | 11  | Betrayals                      | Trădări                         |  |
|                                     |                     |     |                                |                                 |  |
| 01.09.2017                          | 01.09.2017          | 12  | Sacrifice                      | Sacrificiu                      |  |